# Yumi Obe
Pour les articles homonymes, voir Obe.
Yumi Obe (大部 由美, Obe Yumi), née le 15 février 1975, est une joueuse internationale de football japonaise.

## Biographie
Le 21 août 1991, elle fait ses débuts dans l'équipe nationale japonaise contre la Chine. Elle participe à la Coupe du monde 1991, 1995, 2003 et Jeux olympiques d'été 1996 et 2004. Elle compte 85 sélections et 6 buts en équipe nationale du Japon de 1991 à 2004.

## Statistiques
Le tableau ci-dessous présente les statistiques de Yumi Obe en équipe nationale
| Équipe du Japon | Équipe du Japon | Équipe du Japon |
| Année           | Matchs          | Buts            |
| --------------- | --------------- | --------------- |
| 1991            | 1               | 0               |
| 1992            | 0               | 0               |
| 1993            | 2               | 0               |
| 1994            | 0               | 0               |
| 1995            | 10              | 1               |
| 1996            | 10              | 1               |
| 1997            | 4               | 0               |
| 1998            | 5               | 0               |
| 1999            | 6               | 2               |
| 2000            | 6               | 1               |
| 2001            | 12              | 1               |
| 2002            | 10              | 0               |
| 2003            | 15              | 0               |
| 2004            | 4               | 0               |
| Total           | 85              | 6               |

## Palmarès
- Finaliste de la Coupe d'Asie 1995, 2001
- Troisième de la Coupe d'Asie 1993, 1997